# Опсада Темишвара (1552)
Опсаду Темишвара извршила је османска војска Сулејмана Величанственог 1552. године. Војску је предводио Мехмед-паша Соколовић. Турци у овом рату освајају Банат образујући нови беглербеглук са седиштем у Темишвару. 

## Опсада
Мехмед Соколовић је 7. септембра код Титела прешао Тису и упутио се ка Бечеју. Утјешановић је јавио Фердинанду како се подићи на устанак око 60.000 људи у Ердељу. Мехмед Соколовић је у походу наишао на подршку Срба. На путу за Темишвар, он осваја Бечеј, Бечкерек, Чанад и Липову. Темишвар је бранио Стефан Лошонци. Мехмед је октобра 1551. године опсео град, али се убрзо повукао на зимовање у Београд. Лошонци је за то време освојио Чанад. Јануара следеће године за сераскера овог ратног похода постављен је Ахмед-паша, други везир Порте. Јуна исте године је Ахмед-паша заједно са Мехмед-пашом Соколовићем опсео Темишвар. Турци су после месец дана опсаде предузели напад (25. јул). Лошонци се на реч предао Турцима, али је заједно са свим преживелима убијен на градским вратима. За првог намесника у Темишвару постављен је Гази Касим-паша. Поход на Банат требало је да се победоносно заврши освајањем Јегра. Браниоци су, међутим, успели да издрже напад. Територије османског царства у Банату биће у саставу Темишварског пашалука све до Аустријско-турског рата (1716—1718). Пожаревачким миром (1718) Османлије су се обавезале да напусте Банат, након чега Темишвар прелази у хришћанске руке. 